# Мозкенд
Мозкенд (азерб. Mozkənd/Moz) — село в Кельбаджарском районе Азербайджана. Расположено на высоте 1815 м.

## История
По материалам издания «Административное деление АССР», подготовленных в 1933 году Управлением народно-хозяйственного учёта АССР (АзНХУ), по состоянию на 1 января 1933 года в селе Мозкент, входившем в состав Зюльфугарлинского сельсовета Кельбаджарского района Азербайджанской ССР, проживал 71 человек (20 хозяйств, 32 мужчины и 39 женщин). Национальный состав всего Зюльфугарлинского сельсовета, включавшего также сёла Абдулла-ушагы, Агятак, Чорман, Фаталылар, Караджанлы, Кара-Гюней, Кошналлар, Зюльфугарлы, на 99,3 % состоял из тюрков (азербайджанцев).
В ходе Карабахской войны перешло под контроль непризнанной Нагорно-Карабахской Республики, под контролем которой село находилось с начала 1990-х годов до ноября 2020 года и входило в Шаумяновский район (НКР). 
25 ноября 2020 года на основании трёхстороннего соглашения между Азербайджаном, Арменией и Россией от 10 ноября 2020 года Кельбаджарский район возвращён под контроль Азербайджана.